# Борщёв, Михаил Михайлович
Михаил Михайлович Борщёв (род. 27 февраля 1968, Карасук, Новосибирская область) — российский государственный деятель, член Совета Федерации с 7 октября 2024 года.

## Биография
Окончил в 1990 году Ленинградское высшее военное училище железнодорожных войск и военных сообщений имени М. В. Фрунзе, Алтайский государственный университет по специальности «экономист-менеджер».
Кандидат экономических наук (1999). Тема диссертации «Инновационные процессы в управлении коммерческими банками: на примере Алтайского края». Окончил Государственную академию повышения квалификации и переподготовки кадров для строительства и жилищно-коммунального комплекса РФ.
С 1992 года — ТОО «Алтай-Кредит».
С 1993 года — управляющий, Барнаульский филиал АКБ «АлтайБизнес-Банк».
В 2002 году Борщёв пережил покушение. Взрыв произошёл 31 июля в тот момент, когда, собираясь на работу, открывал входную дверь своей квартиры в доме 2 по Петровской набережной. По предварительным данным, взрывное устройство было укреплено на растяжке и начинено металлическими шариками. При этом мощность самого СВУ, по оценкам специалистов, не превышала 60-70 граммов тротилового эквивалента. Вероятно, это и спасло господину Борщёву жизнь. В результате взрыва он получил несколько осколочных ранений — в основном в правое плечо и в голову. Следствие предполагало заказной характер преступления.
С марта 2005 года — генеральный директор ОАО «Центргаз», дочерней компании «Газпрома», находящейся в Туле.
Лауреат Премии Правительства РФ в области науки и техники.

### Коллекционирование
Более 15 лет назад, начав работать в Туле, Борщёв увлёкся коллекционированием самоваров, бульоток и других предметов, позволяющих наиболее полно представить традиционный уклад русского и зарубежного быта в период с XVIII по XX вв.
Сейчас коллекция Борщёва постоянно экспонируется в Музее самоваров и бульоток на территории отеля ГРУМАНТ Resort & SPA и насчитывает более 600 предметов
В 2018 году она была признана самой большой частной коллекцией самоваров и бульоток в России, о чём сделана соответствующая запись в «Книге рекордов России».

## Личная жизнь
В 2007—2009 годах был женат на актрисе Анне Горшковой. Свадьбу играли в Монако.
В 2011 году в СМИ обсуждался развод Борщёва с вице-мисс Татарстан-2007 Анной Устюжаниной. После разрыва с гражданским мужем девушка отчаянно боролась за право воспитывать их общего сына Мишу. Рублёвский олигарх Михаил Борщёв через тульский суд добился единоличной опеки над сыном и запрещал матери ребёнка видеться с ним. Судья из Тулы, где проходили заседания по данному делу, посчитал, что ребёнку будет комфортнее жить с отцом, ежемесячный заработок которого составлял на тот момент два миллиона рублей, нежели с мамой, зарабатывающей в среднем 60 тысяч в месяц. На защиту Борщёва тогда встали Яна Рудковская и Евгений Плющенко. Божена Рынска же заявила что ребёнок у Устюжаниной не от Борщева, но он признал мальчика своим.
Устюжанина попала на страницы таблоидов в 2015 году (сыну Михаилу тогда было 5 лет), когда приняла участие в третьем сезое шоу «Холостяк» на ТНТ в надежде завоевать сердце Тимура Батрутдинова.

## Награды
- Звание «Почетный строитель» (2005)
- Почетная грамота ОАО «Газпром» (2006)
- Почетный знак администрации г. Тулы «За заслуги перед городом» первой степени (2006)
- Благодарность Министерства энергетики Российской Федерации (2007)
- Лауреат премии им. С. И. Мосина (2007)
- Почетный знак администрации города Тулы «Тульский меценат» третьей степени (2007)
- Почетный знак администрации города Тулы «Тульский меценат» первой степени (2007)
- Почетная грамота администрации города Тулы (2007)
- Патриарший знак Святой Великомученицы Варвары первой степени (2008)
- Почетная грамота Министерства энергетики Российской Федерации (2008)
- Медаль «За самоотверженность и единство» (2024)